# Vaste commissie voor Landbouw, Visserij, Voedselzekerheid en Natuur
De Vaste commissie voor Landbouw, Visserij, Voedselzekerheid en Natuur (LVVN), voorheen de Vaste commissie voor Landbouw, Natuur en Voedselkwaliteit, is een Nederlandse Tweede Kamercommissie die zich bezighoudt met alle beleidsonderwerpen die onder de verantwoordelijkheid vallen van de minister van Landbouw, Visserij, Voedselzekerheid en Natuur. Hieronder vallen de voorbereidingen voor de Raad voor Landbouw en Visserij van de Europese Unie. Daarnaast behandelt de commissie ook bredere thema's die met het beleidsveld samenhangen.
De commissie voert regelmatig overleg met de minister van LVVN (in het kabinet-Schoof is dit Femke Marije Wiersma (BoerBurgerBeweging). Daarnaast spreken de commissieleden met organisaties en personen uit het werkveld, zoals bij rondetafelgesprekken en hoorzittingen. Ook worden werkbezoeken afgelegd bij relevante instellingen in het land.
De toenmalige commissie voor Landbouw schreef op 21 april 2004 geschiedenis door voor het eerst in de historie van de Tweede Kamer een vergadering buiten 'politiek Den Haag' te beleggen. Het ging om een rondetafelgesprek over de toekomst van de Veenkoloniën, gevolgd door een algemeen overleg met toenmalig minister van LNV Cees Veerman (CDA). Het initiatief om een 'echte' commissievergadering buiten Den Haag te beleggen kwam van toenmalig Kamervoorzitter Frans Weisglas (VVD). Zowel het rondetafeloverleg (met inspraakronde) als het overleg met de minister werden georganiseerd in Veendam.

## Onderwerpen
Actuele kennisthema's waarmee de commissie zich in 2024 bezighoudt zijn:
- de Nederlandse Voedsel- en Warenautoriteit (NVWA)
- voedsel
- Brexit op het LVVN-beleidsterrein
- kringlooplandbouw
- Programma Aanpak Stikstof (PAS)
- mestbeleid
- gewasbescherming